# Federica Augusta de Anhalt-Bernburg
Federica Augusta Sofía de Anhalt-Bernburg (28 de agosto de 1744, Bernburg - 12 de abril de 1827, Coswig) fue una princesa consorte de Anhalt-Zerbst. Estaba casada con Federico Augusto, príncipe de Anhalt-Zerbst, y era cuñada de la emperatriz rusa Catalina la Grande. Fue gobernadora regente de Jever desde abril de 1793 hasta octubre de 1806.

## Biografía
Era hija de Víctor Federico, príncipe de Anhalt-Bernburg, y la princesa Albertina de Brandeburgo-Schwedt (1712-1750), y se casó con Federico Augusto, príncipe de Anhalt-Zerbst, el 22 de mayo de 1764 en Ballenstedt am Harz. Debido a un conflicto con Prusia, Federico Augusto había estado viviendo en el exilio desde 1758, y la pareja se estableció en Basilea en 1765. Estuvo en contacto con Isaak Iselin y Peter Ochs y se le dedicó el libro "Geschichte der Stadt und Landschaft Basel" (1786). En 1780-1791, vivió separada de su cónyuge, que se mudó a Luxemburgo.
En 1793, su esposo murió sin hijos, y sus territorios fueron divididos entre sus parientes. El área de Jever, que permitía la sucesión femenina, fue heredada por su cuñada Catalina la Grande. Federica fue nombrado regente-gobernadora en Jever en nombre de Catalina en abril de 1793. Ella es descrita como una regente activa que introdujo muchas reformas. Se vio obligada a dimitir cuando Jever fue tomada por Francia bajo Napoleón en octubre de 1806.
Pasó su vida restante con su hermana Cristina Isabel Albertina, princesa de Schwarzburgo-Sondershausen (1746 - 1823) en el castillo de Coswig.